# Анна Доротея Шварцбург-Зондерсгаузенська
Анна Доротея Шварцбург-Зондерсгаузенська (нім. Anna Dorothee von Schwarzburg-Sondershausen), (нар. 18 серпня 1645 — пом. 1 липня 1716) — графиня Шварцбург-Зондерсгаузенська з роду Шварцбургів, донька графа Шварцбург-Зондерсгаузену Антона Ґюнтера I та Марії Магдалени Цвайбрюкен-Біркенфельдської, дружина графа Ройсс-Гери Генріха IV.

## Біографія
Народилась 18 серпня 1645 року у Зондерсгаузені. Стала первістком в родині графа Шварцбург-Зондерсгаузену Антона Ґюнтера I та його дружини Марії Магдалени Цвайбрюкен-Біркенфельдської, з'явившись на світ за дев'ять з половиною місяців після їхнього весілля. Згодом сімейство поповнилося дев'ятьма молодшими дітьми, з яких шестеро досягли дорослого віку.
У віці 26 років стала дружиною 22-річного володаря Гери Генріха IV Ройсса. Весілля відбулося 20 червня 1672 у Гері. 26 серпня 1673 року Генріх отримав титул імперського графа. Незадовго перед тим народився первісток подружжя. Всього у пари було восьмеро синів.
Генріх IV помер молодим 13 березня 1686. Анна Доротея пішла з життя тридцять років по тому, 1 липня 1716. Була похована у крипті міської церкви Гери.

## Родина
Чоловік — Генріх IV Ройсс
Діти:
- Генріх XIII (1673—1674) — прожив 1 рік;

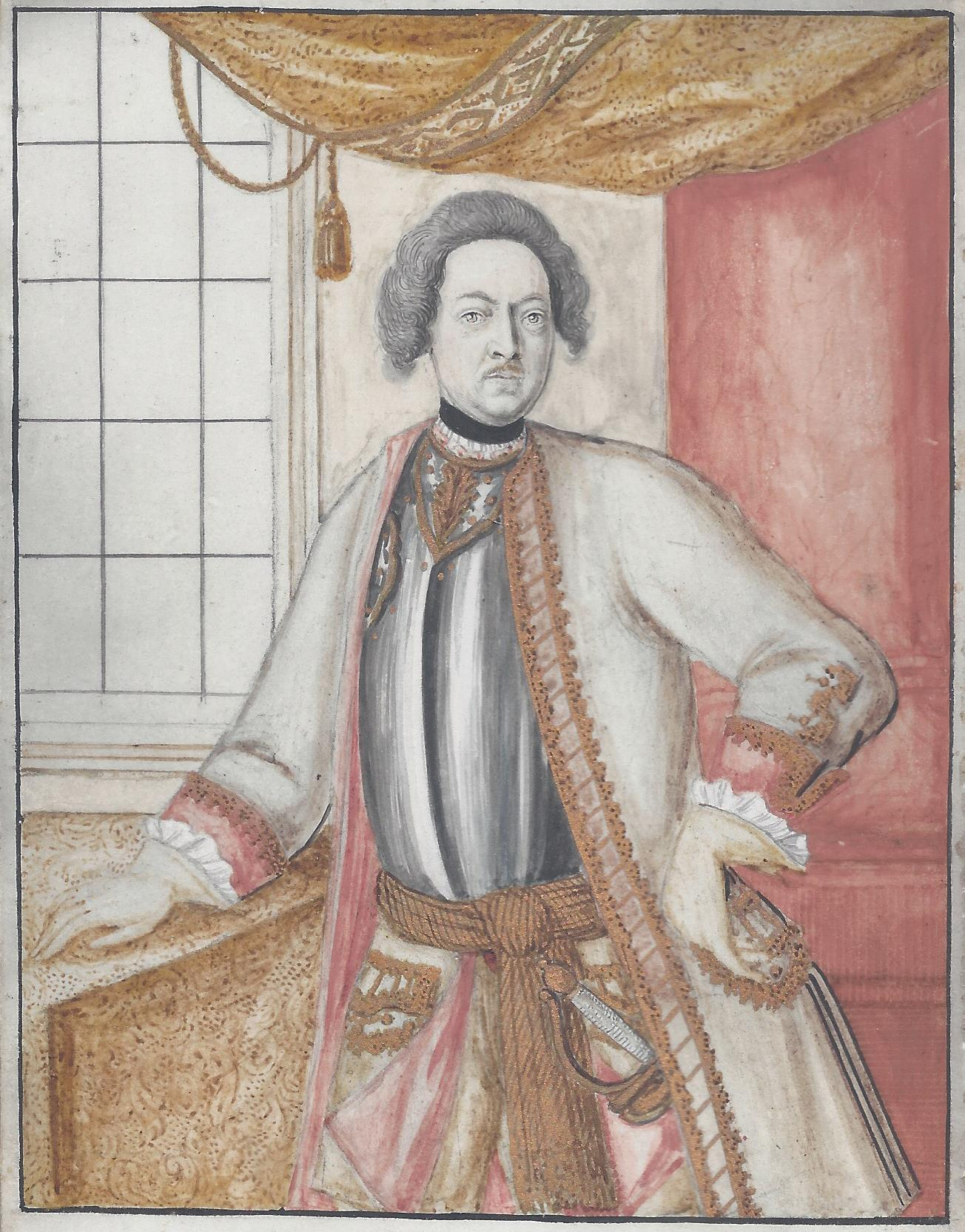
Син Генріх XXV

- Генріх XIV(24 серпня—29 жовтня 1674) — прожив 2 місяці;
- Генріх XVI (1676—1677) — прожив півтора роки;
- Генріх XVIII (1677—1735) — граф Ройсс-Гери у 1686—1735 роках, одруженим не був, дітей не мав;
- Генріх XX (1678—1689) — прожив 10 років;
- Генріх XXII (1680—1731) — одруженим не був, дітей не мав;
- Генріх XXV (1681—1748) — граф Ройсс-Гери у 1735—1748 роках, був двічі одруженим, мав трьох дітей;
- Генріх XXVII (1683—1706) — одруженим не був, дітей не мав.